# René Sporleder
René Sporleder (30 de noviembre de 1969) es un deportista alemán que compitió en judo. Ganó una medalla de bronce en el Campeonato Europeo de Judo de 1994 en la categoría de –71 kg.

## Palmarés internacional
| Campeonato Europeo | Campeonato Europeo | Campeonato Europeo | Campeonato Europeo |
| Año                | Lugar              | Medalla            | Categoría          |
| ------------------ | ------------------ | ------------------ | ------------------ |
| 1994               | Gdańsk (Polonia)   | Medalla de bronce  | –71 kg             |